# Никола Писаров
Никола Пенков Писаров е български офицер (генерал-майор), командир на 2-ра бригада на 9-а пехотна дивизия през Първата световна война (1915 – 1918).

## Биография
Никола Писаров е роден на 28 септември 1867 г. в Котел, Османска империя. Учи във Варненската гимназия. През Сръбско-българската война (1885) е доброволец в Ученическия легион. След войната, завършва Военното училище в София (1887), след което завършва и висшия офицерски курс към училището. На 27 април 1887 е произведен в чин подпоручик, на 18 май 1890 в чин поручик, на 1 януари 1895 в чин капитан, а, на 1 януари 1906 в чин майор. Служи в 8-и пехотен приморски полк (1887 – 1889), 20-и пехотен добруджански полк (1889 – 1899), 11-и пехотен сливенски полк (1905 – 1912) и 24-ти пехотни полкове, а от 1899 г. е адютант в щаба на 2 бригада на 4-та пехотна дивизия. На 21 февруари 1912 г. е произведен в чин подполковник. От същата година е в щаба на трета пехотна балканска дивизия.
По време на Балканската война (1912 – 1913) е командир на дружина в 24-ти пехотен черноморски полк (1915), с която участва в боевете при Одрин. На 1 октомври 1915 г. е произведен в чин полковник.
През Първата световна война (1915 – 1918) е командир на Черноморския полк и на 2-ра бригада на 9-а пехотна дивизия (1917 – 1918). Воюва на Македонския фронт при Страцин и отбраната на връх Дуб и връх Кала тепе. След това командва 1-ва бригада от 3-та пехотна балканска дивизия. След края на войната е назначен за командир на пета пехотна дунавска дивизия (1918 – 1919). На 27 октомври 1919 г. произведен в чин генерал-майор и същата година е уволнен от служба.
Женен е и има 1 дете
Генерал-майор Никола Писаров умира след кратко боледуване на 11 февруари 1937 г. в Пловдив.

## Военни звания
- Подпоручик (27 април 1887)
- Поручик (18 май 1890)
- Капитан (1 януари 1895)
- Майор (1 януари 1906)
- Подполковник (21 февруари 1912)
- Полковник (1 октомври 1915)
- Генерал-майор (27 октомври 1919)

## Награди
- Военен орден „За храброст“ III степен 2 клас
- Царски орден „Св. Александър“ III степен с мечове по средата
- Орден „За военна заслуга“ III степен с военно отличие
- Златен пръстен с монограм на царица Елеонора